# The City (kanadensisk TV-serie)
The City, även känd som Deep in the City internationellt, är en kanadensisk drama-TV-serie skapad av Pierre Sarrazin och Suzette Couture, visad på CTV mellan åren 1999 och 2000. I serien ses Torri Higginson i huvudrollen som Katharine Strachan Berg en advokat och mamma boende i Toronto.
Trots att serien hade höga tittarsiffror ställde CTV in dess tredje säsong för att ersatta den med Paul Gross' Steelstring.

## Handling
Advokaten Katharine Strachan Berg är huvudpersonen i serien och mycket av seriens första säsong fokuserar på hennes relation med sin man, fastighets mäklaren Jack Berg och deras son Strachan.

## Rollbesättning
- Torri Higginson - Katharine Strachan (25 avsnitt, 1999-2000)
- John Ralston - Jack Berg (25 avsnitt, 1999-2000)
- Shannon Lawson - Marly Lamarr (22 avsnitt, 1999-2000)
- Jody Racicot - St. Crispin St. James (16 avsnitt, 1999-2000)
- Matthew Lemche - Strachan Berg (14 avsnitt, 1999-2000)
- Michael Sarrazin - Milt (14 avsnitt, 1999-2000)
- Robin Brûlé - Angie Hart (13 avsnitt, 1999)
- Aidan Devine - Father Shane Devlin (13 avsnitt, 1999)
- James Gallanders - Detective Michael Croft (12 avsnitt, 1999-2000)
- Larissa Laskin - Talia Onassis (12 avsnitt, 1999-2000)
- Arnold Pinnock - Tyrone Meeks (11 avsnitt, 1999)
- Victoria Moseley - Mercy (11 episodes, 1999)

## Avsnitt

### Säsong 1
- Episod 1: Joy Ride: Part I
- Episod 2: Joy Ride: Part II
- Episod 3: Fire in the Garden
- Episod 4: Confessions
- Episod 5: Haunted
- Episod 6: Departures
- Episod 7: Surviving
- Episod 8: Obsessions
- Episod 9: Shadows
- Episod 10: Blood Sports
- Episod 11: Thicker Than Water
- Episod 12: Deranged Marriages
- Episod 13: It's Cold Out There

### Säsong 2
- Episod 1: Where the Bodies are Buried
- Episod 2: Town Without Pity
- Episod 3: Means to an End
- Episod 4: Dark Horses
- Episod 5: Point Counterpoint
- Episod 6: Gorky Parkette
- Episod 7: Out of the Box
- Episod 8: The Good, the Bad, and the Broke
- Episod 9: Hungry Hearts
- Episod 10: Survival of the Fittest
- Episod 11: Bed Fellows
- Episod 12: My Brother's Keeper
- Episod 13: Motivation
- Episod 14: Free Fall
- Episod 15: Swing Your Partner
- Episod 16: Points of Light
- Episod 17: Blindside!
- Episod 18: Just Like Honey
- Episod 19: Sweet Cherub: Part I
- Episod 20: Sweet Cherub: Part II

## Priser och utmärkelser
2000:
- Vann: Torri Higginson, Gemini Award för "Best Performance by an Actress in a Continuing Leading Dramatic Role"
- Vann: Geordie Johnson, Gemini Award för "Best Performance by an Actor in a Guest Role in a Dramatic Series"
- Vann: Shannon Lawson, Gemini Award för "Best Performance by an Actress in a Featured Supporting Role in a Dramatic Series"
- Nominerad: Jerry Ciccoritti, Gemini Award för "Best Direction in a Dramatic Series"
- Nominerad: Sheila McCarthy, Gemini Award för "Best Performance by an Actress in a Guest Role Dramatic Series"

1999:
- Nominerad: Shawn Doyle, Gemini Award för "Best Performance by an Actor in a Featured Supporting Role in a Dramatic Series"
- Nominerad: Michael Sarrazin, Gemini Award för "Best Performance by an Actor in a Featured Supporting Role in a Dramatic Series"
- Nominerad: Jan Rubes, Gemini Award för "Best Performance by an Actor in a Guest Role in a Dramatic Series"